# Entrechaux
Entrechaux est une commune française située dans le département de Vaucluse, en région Provence-Alpes-Côte d'Azur.

## Géographie

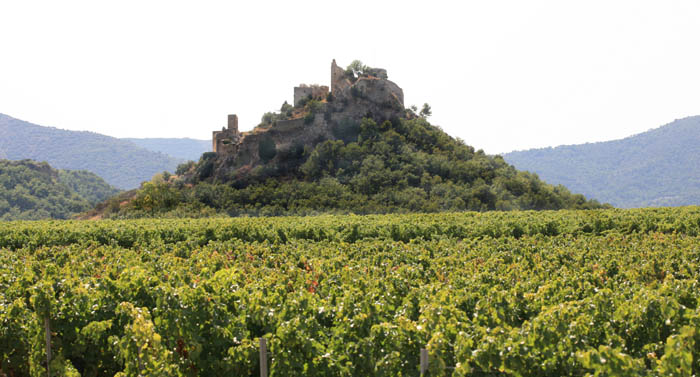
Entrechaux.

Entrechaux, une des communes du piémont du mont Ventoux.

### Accès et transports
Les routes départementales 13, 54 et 205 passent par le bourg, situé à 6,5 kilomètres de Vaison-la-Romaine et 7 km de Malaucène.

### Relief
Le territoire de la commune est parsemé de nombreuses collines. La partie la plus haute (le collet blanc, 463 mètres d'altitude pour un sommet à 470) se situe à l'est-sud-est du bourg et la partie la plus basse (210 mètres) au nord-ouest et en bordure de la commune, au niveau de l'Ouvèze.
Le bourg s'est développé sur et autour d'une colline qui culmine à 334 mètres d'altitude.
| Saint-Marcellin-lès-Vaison | Faucon     | Mollans-sur-Ouvèze Drôme |
| Crestet                    | Entrechaux |                          |
|                            | Malaucène  | Malaucène                |

### Sismicité
Les cantons de Bonnieux, Apt, Cadenet, Cavaillon, et Pertuis sont classés en zone Ib (risque faible). Tous les autres cantons du département de Vaucluse sont classés en zone Ia (risque très faible). Ce zonage correspond à une sismicité ne se traduisant qu'exceptionnellement par la destruction de bâtiments.

### Hydrographie
Plusieurs ruisseaux (ruisseau de Raille, le Groseau, etc.) alimentent l'Ouvèze lors de son passage sur la commune, tout comme le Toulourenc en bordure nord-est.

### Climat
Pour des articles plus généraux, voir Climat de Provence-Alpes-Côte d'Azur et Climat de Vaucluse.
En 2010, le climat de la commune est de type climat méditerranéen franc, selon une étude du Centre national de la recherche scientifique s'appuyant sur une série de données couvrant la période 1971-2000. En 2020, Météo-France publie une typologie des climats de la France métropolitaine dans laquelle la commune est dans une zone de transition entre le climat de montagne et le climat méditerranéen et est dans la région climatique  Provence, Languedoc-Roussillon, caractérisée par une pluviométrie faible en été, un très bon ensoleillement (2 600 h/an), un été chaud (21,5 °C), un air très sec en été, sec en toutes saisons, des vents forts (fréquence de 40 à 50 % de vents > 5 m/s) et peu de brouillards. 
Pour la période 1971-2000, la température annuelle moyenne est de 13 °C, avec une amplitude thermique annuelle de 16,7 °C. Le cumul annuel moyen de précipitations est de 795 mm, avec 6,1 jours de précipitations en janvier et 3,6 jours en juillet. Pour la période 1991-2020, la température moyenne annuelle observée sur la station météorologique de Météo-France la plus proche, « Beaumont-Mt Serein », sur la commune de Beaumont-du-Ventoux à 5 km à vol d'oiseau, est de 7,0 °C et le cumul annuel moyen de précipitations est de 1 317,0 mm. 
La température maximale relevée sur cette station est de 33,4 °C, atteinte le 28 juin 2019 ; la température minimale est de −18 °C, atteinte le 5 février 2012,,. 
Les paramètres climatiques de la commune ont été estimés pour le milieu du siècle (2041-2070) selon différents scénarios d'émission de gaz à effet de serre à partir des nouvelles projections climatiques de référence DRIAS-2020. Ils sont consultables sur un site dédié publié par Météo-France en novembre 2022.

## Urbanisme

### Typologie
Au 1er janvier 2024, Entrechaux est catégorisée commune rurale à habitat dispersé, selon la nouvelle grille communale de densité à sept niveaux définie par l'Insee en 2022.
Elle appartient à l'unité urbaine de Malaucène, une agglomération intra-départementale regroupant trois  communes, dont elle est une commune de la banlieue,,. Par ailleurs la commune fait partie de l'aire d'attraction de Vaison-la-Romaine, dont elle est une commune de la couronne,. Cette aire, qui regroupe 14 communes, est catégorisée dans les aires de moins de 50 000 habitants,.

### Occupation des sols
L'occupation des sols de la commune, telle qu'elle ressort de la base de données européenne d’occupation biophysique des sols Corine Land Cover (CLC), est marquée par l'importance des territoires agricoles (63,6 % en 2018), une proportion sensiblement équivalente à celle de 1990 (63 %). La répartition détaillée en 2018 est la suivante : 
cultures permanentes (37,8 %), forêts (36,4 %), zones agricoles hétérogènes (25,8 %). L'évolution de l’occupation des sols de la commune et de ses infrastructures peut être observée sur les différentes représentations cartographiques du territoire : la carte de Cassini (XVIIIe siècle), la carte d'état-major (1820-1866) et les cartes ou photos aériennes de l'IGN pour la période actuelle (1950 à aujourd'hui).

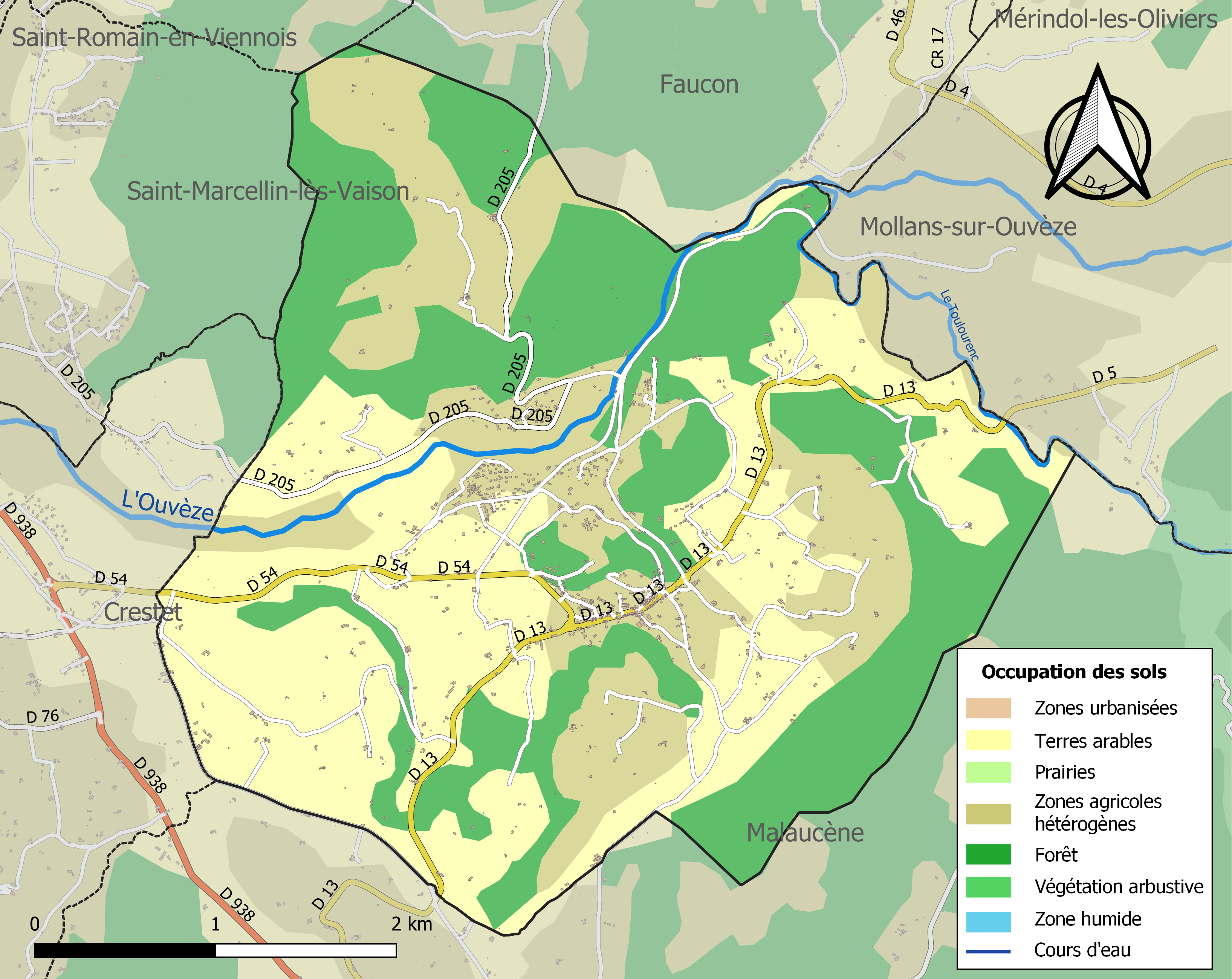
Carte des infrastructures et de l'occupation des sols de la commune en 2018 (CLC).

## Histoire

### Préhistoire
Le village est un des verrous de la vallée du Toulourenc dont les gorges truffées d'abris sous roche furent occupées pendant toute la préhistoire. Les fouilles ont permis de mettre au jour une importante industrie lithique composée de silex taillés, de pointes de flèche, de maillets calcaire pour l'extraction du silex, etc. La grotte de la Masco (la Sorcière) a été un lieu important d'habitat depuis le moustérien (-80 000 ans) jusqu'au néolithique (- 5 000 ans).

### Antiquité
Au cours du IIIe siècle avant notre ère, les habitants de l'oppidum d'Entrechaux ont pu voir passer Hannibal et ses troupes se dirigeant vers les cols des Alpes. Une grotte du Toulourenc ornée d'une gravure d'éléphant pourrait en être l'indicateur.
Le site d'Entrechaux appartenait à la confédération des Voconces, une des tribus gauloises qui eut le plus de contact avec le colonisateur romain. On retrouve des traces importantes de construction sur la commune. Elles vont des assises antiques du pont roman de Saint-Michel qui enjambe l'Ouvèze, aux thermes du quartier du Jonchier. La chapelle placée sous l'invocation de Notre-Dame de Nazareth possède une pierre, en réemploi, portant une inscription à la gloire de Quintius Pompée, préfet des Voconces et flamine du divin Jules, ainsi qu'un bas-relief du berger Attis, aimé de Cybèle, la mère de Jupiter.

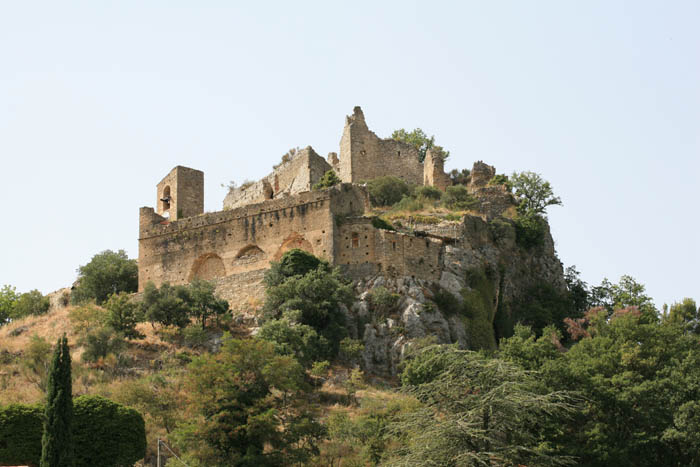
Vue des restes du château d'Entrechaux.

### Moyen Âge
La chapelle Notre-Dame de Nazareth, datée du XIIe siècle, est l'une des plus décorées de Haute Provence tant intérieurement qu'extérieurement. Elle possède un véritable bestiaire avec monstre crachant des flammes, tête de bovidé, cavalier sur son cheval, etc. S'y ajoute une kyrielle de motifs sylvestres : rosace, palmette, feuille d'acanthe, pomme de pin, etc. En façade, le tympan est orné d'un motif rayonnant qui pourrait être un cadran solaire.
Entrechaux fut une pomme de discorde entre la maison de Toulouse et les évêques de Vaison. Les comtes de Provence et les prélats vaisonnais se reprochant mutuellement d'être des usurpateurs. L'empereur Frédéric II, en 1244, jugea politique de donner raison à Raymond de Toulouse, contre le pape qui soutenait son évêque. Il fallut que le Comtat Venaissin fut dévolu à la papauté, en 1274, pour que le calme revienne.

### Renaissance
Le 26 mai 1563, les Huguenots s'emparèrent du village à la suite de la trahison de Claude de Guiramand qui en était le fils du seigneur (Jules Courtet, op. cit., p. 157). Alors que Dupuy Montbrun, capitaine protestant venu des Baronnies, occupait le village, le stipendié fut occis d'un coup de hallebarde, le 25 suivant, quand il voulut pénétrer dans l'église.
L'histoire se répéta, le 18 février 1577, lorsque Bernard de Lagnes, un soldat de fortune, réussit à pénétrer dans le château pour ouvrir les portes aux religionnaires.

### Période moderne
Le 12 août 1793 fut créé le département de Vaucluse, constitué des districts d'Avignon et de Carpentras, mais aussi de ceux d'Apt et d'Orange, qui appartenaient aux Bouches-du-Rhône, ainsi que du canton de Sault, qui appartenait aux Basses-Alpes.
Pendant la période de la Terreur, le curé du village, qui affichait ouvertement des idées contre-révolutionnaires, fut arrêté et mené à Orange pour y être guillotiné en juin 1794.
Au cours du XIXe siècle, le terroir de la commune était réputé pour ses truffes. Une activité industrielle s'était développée avec la présence de moulins à farine et de papeteries.

### Période contemporaine
De 1907 à 1952, la ville possède une gare sur la Ligne d'Orange à Buis-les-Baronnies.
Maurice Gély, en 1964, fut le premier vigneron des Côtes du Ventoux à ouvrir une cave indépendante pour vendre son vin en bouteilles. Son fils Christian, marcha sur ses traces, puisqu'en 1984, il fit installer le premier dans sa cave le contrôle des températures pour s'assurer d'une meilleure vinification.
Entrechaux, village vigneron, dont le vignoble est producteur de Ventoux (AOC), organise chaque année une fête des vendanges au mois de septembre.

### Toponymie
La forme la plus ancienne est Antricalz, attestée en 1141. Elle dérive ensuite en Intercallis : 1281 à 1348, Entrechals : 1378, Entre-chaux : 1464, Entrechaus : 1566 et Entrechaux : 1744. Ces toponymes suggèrent une double origine, du latin inter et du pré-latin calmis qui désignent un lieu entre deux hauteurs.

### Héraldique
| Blason de Entrechaux | Les armes peuvent se blasonner ainsi : De gueules aux trois têtes de lion d'or, au chef d'argent chargé de trois roses de gueules. |

## Politique et administration

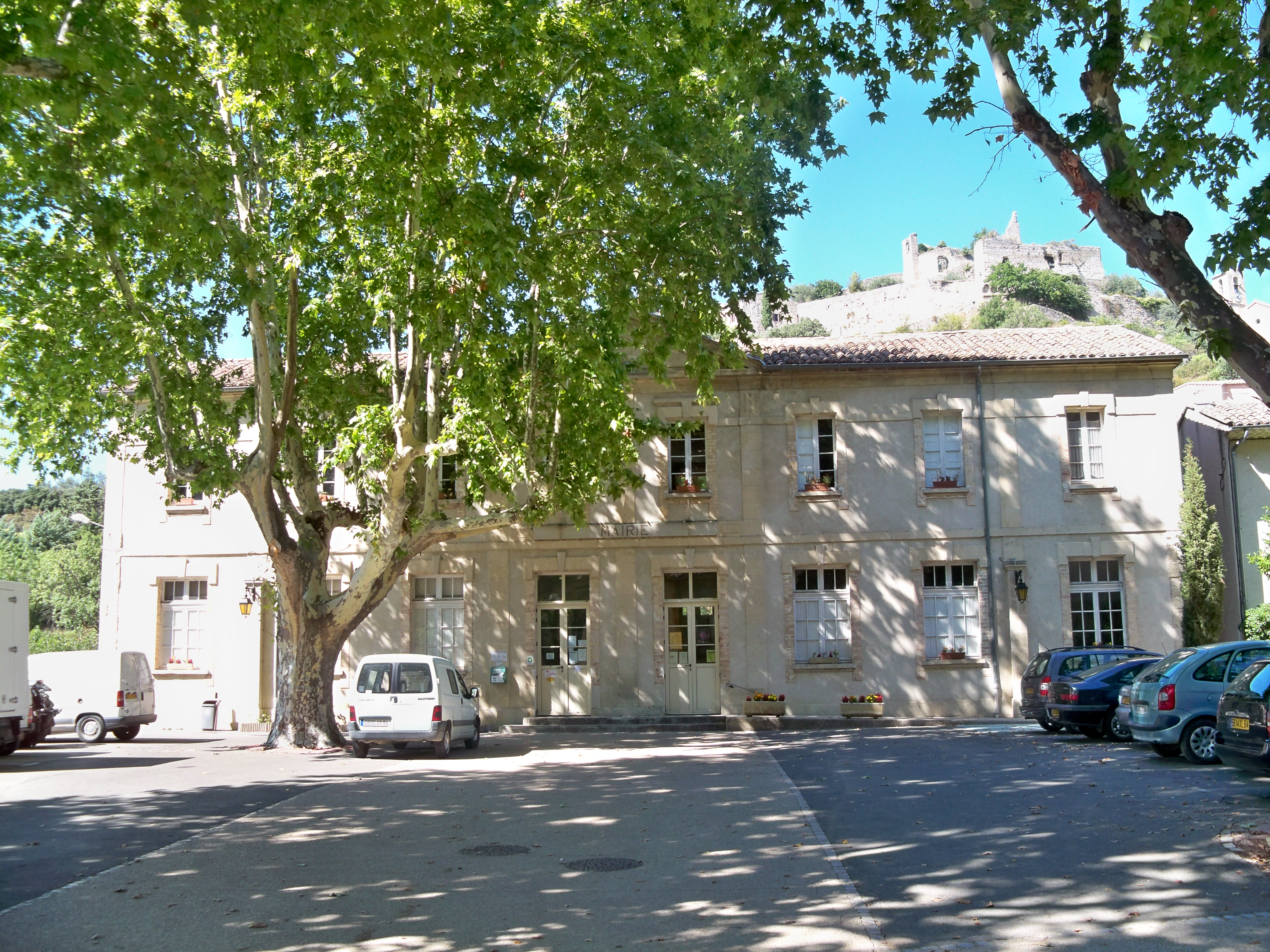
Mairie d'Entrechaux

| Période                                  | Période  | Identité       | Étiquette | Qualité |
| ---------------------------------------- | -------- | -------------- | --------- | --- |
| mars 1983                                | 2020     | Xavier Bernard | DVG       | Conseiller général du canton de Malaucène (1985-2015) Conseiller départemental du canton de Vaison-la-Romaine (2015-2021) |
| mai 2020                                 | En cours | Alexandre Roux | DVG       | Chef sommelier, conseiller départemental depuis 2021                                                                      |
| Les données manquantes sont à compléter. |          |                |           | |

### Intercommunalité
La commune fait partie de la communauté de communes Pays Vaison Ventoux, qui fait elle-même partie du syndicat mixte d'aménagement de l'Aygues et du syndicat mixte d'aménagement du bassin de l'Ouvèze (SIABO).

### Fiscalité
| Taxe                                                | Part communale | Part intercommunale | Part départementale | Part régionale |
| --------------------------------------------------- | -------------- | ------------------- | ------------------- | -------------- |
| Taxe d'habitation (TH)                              | 6,40 %         | 0,00 %              | 7,55 %              | 0,00 %         |
| Taxe foncière sur les propriétés bâties (TFPB)      | 13,10 %        | 0,00 %              | 10,20 %             | 2,36 %         |
| Taxe foncière sur les propriétés non bâties (TFPNB) | 30,60 %        | 0,00 %              | 28,96 %             | 8,85 %         |
| Taxe professionnelle (TP)                           | 00,00 %        | 17,37 %             | 13,00 %             | 3,84 %         |

La part régionale de la taxe d'habitation n'est pas applicable.

## Démographie
L'évolution du nombre d'habitants est connue à travers les recensements de la population effectués dans la commune depuis 1793. Pour les communes de moins de 10 000 habitants, une enquête de recensement portant sur toute la population est réalisée tous les cinq ans, les populations de référence des années intermédiaires étant quant à elles estimées par interpolation ou extrapolation. Pour la commune, le premier recensement exhaustif entrant dans le cadre du nouveau dispositif a été réalisé en 2007.

En 2022, la commune comptait 1 164 habitants, en évolution de +3,01 % par rapport à 2016 (Vaucluse : +1,73 %, France hors Mayotte : +2,11 %).
| 1793 | 1800 | 1806 | 1821  | 1831  | 1836  | 1841  | 1846  | 1851  |
| ---- | ---- | ---- | ----- | ----- | ----- | ----- | ----- | ----- |
| 783  | 901  | 936  | 1 043 | 1 110 | 1 061 | 1 082 | 1 121 | 1 065 |

| 1856  | 1861  | 1866  | 1872  | 1876 | 1881 | 1886 | 1891 | 1896 |
| ----- | ----- | ----- | ----- | ---- | ---- | ---- | ---- | ---- |
| 1 072 | 1 062 | 1 046 | 1 005 | 981  | 922  | 888  | 849  | 796  |

| 1901 | 1906 | 1911 | 1921 | 1926 | 1931 | 1936 | 1946 | 1954 |
| ---- | ---- | ---- | ---- | ---- | ---- | ---- | ---- | ---- |
| 754  | 978  | 817  | 752  | 746  | 712  | 640  | 678  | 633  |

| 1962 | 1968 | 1975 | 1982 | 1990 | 1999 | 2006 | 2007  | 2012  |
| ---- | ---- | ---- | ---- | ---- | ---- | ---- | ----- | ----- |
| 655  | 635  | 637  | 724  | 809  | 869  | 989  | 1 008 | 1 116 |

| 2017  | 2022  | - | - | - | - | - | - | - |
| ----- | ----- | - | - | - | - | - | - | - |
| 1 112 | 1 164 | - | - | - | - | - | - | - |

## Économie

### Agriculture
Le vignoble produit des vins classés en Ventoux (AOC). Les vins qui ne sont pas en appellation d'origine contrôlée peuvent revendiquer, après agrément, le label Vin de pays de la Principauté d'Orange.

### Tourisme

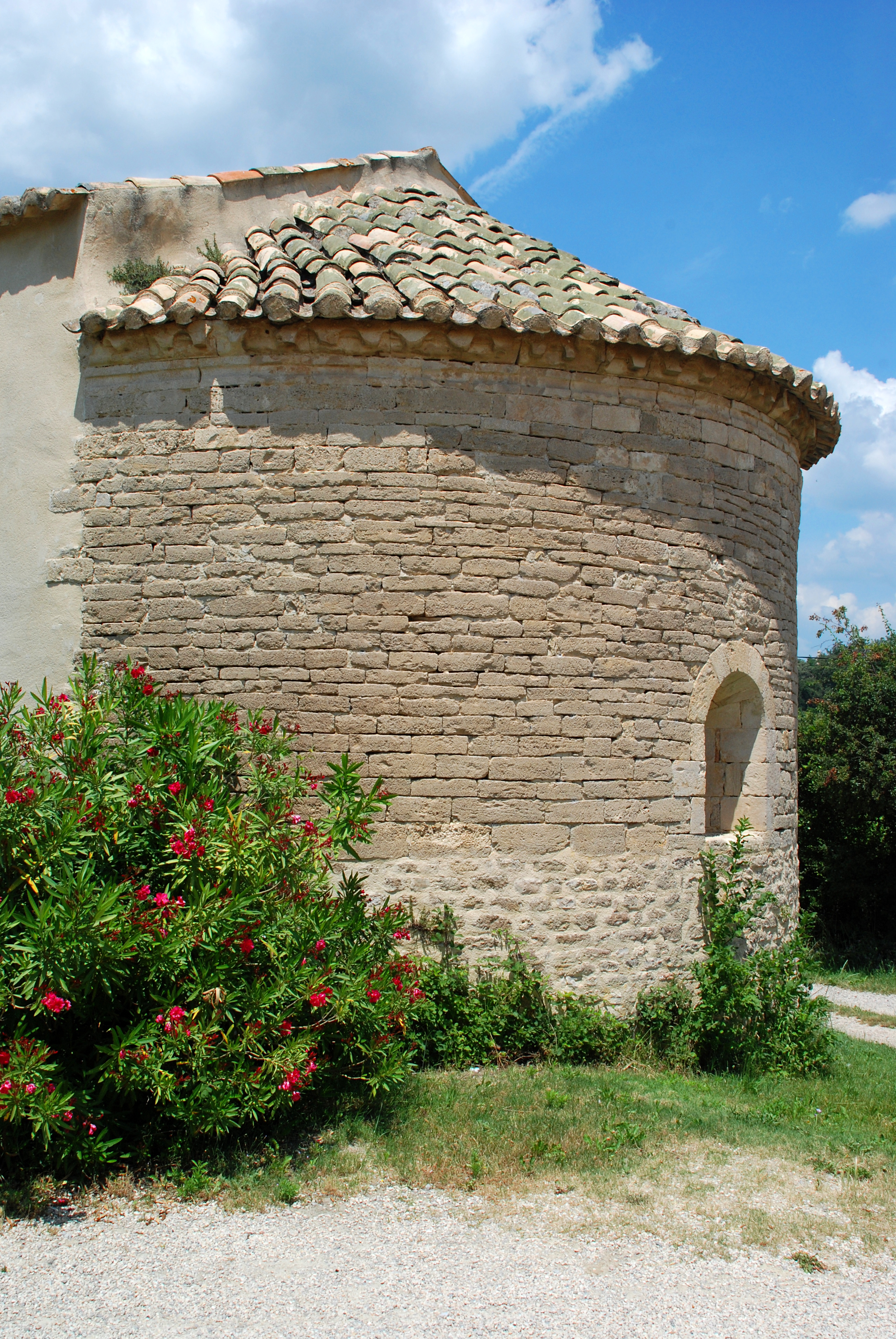
Chapelle Saint-Laurent d'Entrechaux

Situé à proximité de la route touristique de la vallée du Toulourenc, du mont Ventoux et de Vaison-la-Romaine, le tourisme est présent sur le secteur.

## Équipements ou services
La petite ville la plus proche est Vaison-la-Romaine.

### Enseignement
La commune dispose d'une école primaire publique, ensuite les élèves sont affectés au collège Joseph-d'Arbaud à Vaison-la-Romaine, puis vers le lycée Stephane-Hessel à Vaison-la-Romaine.

### Sports
Il existe un club de moto. Il est possible de pratiquer la pêche au niveau de l'Ouvèze, voire la baignade. Enfin, il existe plusieurs possibilités de balades, notamment celui des « Chapelles romanes ».

### Santé
Pas d'aménagement particulier de santé sur la commune, mais pharmacies, centre hospitalier, centre médico-social et divers médecins sur la commune de Vaison-la-Romaine et de Malaucène

## Vie locale

### Cultes

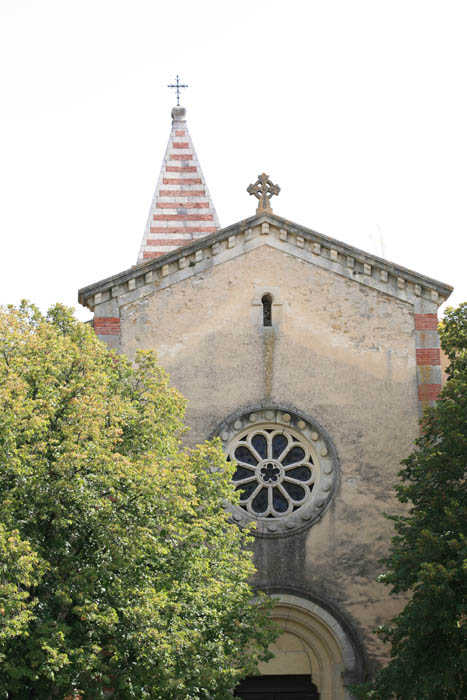
L'église Paroissiale de l'Immaculée-Conception-et-Saint-Laurent d'Entrechaux

Catholique : église paroissiale Saint-Laurent La Neuve

### Écologie et recyclage
La collecte et traitement des déchets des ménages et déchets assimilés et la protection et mise en valeur de l'environnement se font dans le cadre de la communauté de communes Pays Vaison Ventoux.
La commune est incluse dans la zone de protection Natura 2000 « l'Ouvèze et le Toulourenc », sous l'égide du ministère de l'Écologie, de la DREAL Provence-Alpes-Côte-d'Azur, et du MNHN (Service du Patrimoine Naturel).

## Lieux et monuments
- Vestiges du château d'Entrechaux, au sommet du bourg.
- Ancienne église paroissiale Saint Laurent au Château
- Chapelle Notre-Dame-de-Nazareth, à l'est du bourg.
- Chapelle Saint-Laurent à l'ouest du bourg.
- Chapelle Saint-André à l'est du bourg.
- Église paroissiale de l'Immaculée-Conception-et-Saint-Laurent d'Entrechaux.

## Personnalités liées à la commune
- Christian Gély, qui fut le troisième président du syndicat des vignerons des Côtes du Ventoux[21].
- Magali Noël (1931-2015), actrice et comédienne, y est inhumée.